# Смертельная ночная тень
«Смертельная ночная тень» (англ. Deadly Nightshade) или «Борьба за мою дочь» (англ. Fighting for My Daughter) — художественный телефильм 1995 года, снятый режиссёром Питером Левином. Смотреть фильм можно детям от 13 лет, но вместе с родителями.

## Сюжет
Действие фильма происходит в Вашингтоне. Фильм рассказывает историю молодой девушки Джессики и её матери Кейт. Кейт когда была молодой, была ещё той оторвой [неизвестный термин]. Под стать себе она выбрала и мужа — мотоциклиста-рокера. У них в семье родилась дочь Джессика, а папа через некоторое время навсегда уехал на своём мотоцикле. Кейт сейчас работает программистом и одна воспитывает свою дочь Джессику. Помогает ей только её мать Джуд, бабушка Джессики.
Джессика росла без отца, хотя она и была трудным ребёнком, всё-таки она выросла неиспорченной девушкой, не такой как её родители. Кейт, чтобы не оказывать на неё дурное влияние, уходит из дома. Она считает, что Джессика уже самостоятельный человек (ей уже исполнилось 16 лет) и сама может за себя отвечать и принимать самостоятельные решения.
В итоге Джессика остаётся на попечении у своей строгой бабушки Джуд. Бабушка в то время, когда её дочь Кейт была молодой, пыталась огородить её от неприятностей, но неудачно. Она хорошая мать и бабушка, но дело не в этом — мир полон соблазнов, которых сложно избежать. Не удаётся избежать этих соблазнов и Джессике.
Джессика знакомится с приятным молодым человеком, который в дальнейшем оказывается сутенёром. Теперь Джессика вместе с другими молоденькими девушками готовится к работе проституткой. Когда Кейт узнаёт о том, куда попала её дочь, она возвращается домой. Кейт обращается с просьбой о помощи в полицию, но безрезультативно. Тогда она решает сама вызволить свою дочь из цепких лап сутенёров. Серьёзную моральную поддержку ей оказывает её мать Джуд.

## Критика
Британский еженедельник о телевидении и радио Radio Times отметил, что сценарий слишком банален и чересчур мелодраматичен. Банальность также сюжета была отмечена в других обзорах.
Фильм основан на реальной истории, произошедшей с Анной Дион (Anne Dion) и её дочерью в 1992 году в Канаде.

## Факты о фильме
Фильм был снят в 1994 году, а показан по телевидению в 1995 году.
Русский перевод был выполнен Михаилом Ивановым.

## В ролях
- Линдси Вагнер — Кейт Кернер
- Пайпер Лори — Джуд Эдна Бартон, мать Кейт
- Рене Хамфри — Джесси или Джессика, дочь Кейт
- Чад Лоу — сутенёр Эрик
- Керк Болц — сутенёр Руссэлл
- Дирдри О'Коннелл — Пегги
- Пол Либер — Мартин
- Диэнна Миллигэн — Трэйси